# Li Lili
Li Lili (黎莉莉, 2 juin 1915 – 7 août 2005) est une actrice et chanteuse chinoise. Ses films Le Petit Jouet, La Route et Tempête à la frontière sont des énormes productions des années 1930 et 1940,. Elle est parfois surnommée la « Mae West de Chine ». 
Comme beaucoup d'artistes de cette époque, elle est emprisonnée et torturée durant la révolution culturelle et perd son mari. 

## Biographie

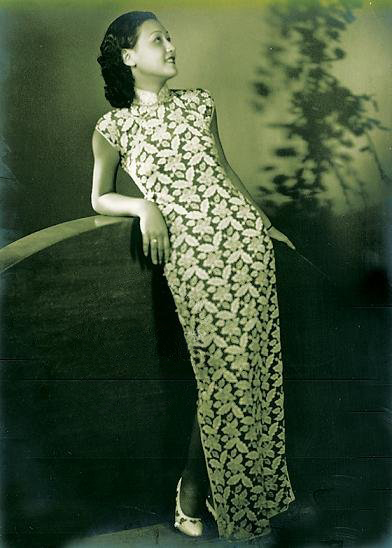
Li Lili dans les années 1930.

Li est née sous le nom de Qian Zhenzhen à Pékin en 1915. Son père, Qian Zhuangfei, est un célèbre espion et héros du Parti communiste chinois. En 1927, elle part pour Shanghai où son père l'encourage à rejoindre une troupe musicale plus tard appelée troupe de la Lune brillante (en). Li Jinhui, compositeur à succès, est le meneur de la troupe et l'adopte comme filleule, changeant son nom en Li.
La troupe est très populaire à Shanghai dans les années 1920. Li Lili, Wang Renmei, Xue Lingxian, et Hu Jia sont surnommées les « Quatre divas, ». La troupe est achetée par la société cinématographique Lianhua en 1931 et Li devient actrice. Elle joue dans Le Sang de la passion dans le volcan de Sun Yu en 1932. Tourné dans les mers du Sud, le film comporte beaucoup de scènes dansées et permet à Li de montrer ses talents de danseuse. Elle et Wang Renmei jouent toutes les deux dans Poème écrit sur une feuille de banane.
Sun Yu écrit La Reine du sport (en) et La Route pour elle, et elle attire l'attention avec son image coquette et énergique, gagnant le surnom de « Douce sœur ». Les magazines la décrivent comme étant intéressée par la musique et les livres. De 1935 à 1937, elle joue dans huit films de plus avec les studios Linhua.
Li Lili, avec Wang Renmei et Xu Lai, ses anciennes partenaires de la troupe de la Lune brillante, sont les premières vedettes à interpréter le personnage de la « fille de la campagne » énergique et séduisante, et qui deviendra un genre de personnage récurrent dans le cinéma chinois, puis dans le cinéma hongkongais.
Après le début de la seconde guerre sino-japonaise en 1937, elle rejoint les studios de Chine à Chongqing, la capitale provisoire. Elle rencontre et épouse Luo Jingyu, chef de section, qui devient directeur des studios. En 1939, elle joue dans L'Île paradisiaque orpheline de Cai Chusheng à Hong Kong, c'est un nouveau succès. De retour à Chongqing, elle joue dans l'autre succès Tempête à la frontière, pour lequel elle est acclamée.
Li se rend aux États-Unis en 1946, étudie le jeu d'acteur à l'université catholique d'Amérique de Washington, l’anglais et le chant à New York, et le maquillage à l'université de Californie. Elle observe également le tournage de films à Hollywood.
De retour en Chine, elle rejoint les studios de Pékin. En 1955, elle étudie à l'université de cinéma de Pékin, et plus tard enseigne dans le département des acteurs. Son fils, Luo Dan, épouse la fille du maréchal Ye Jianying qui deviendra président à la fin des années 1970.
Durant la révolution culturelle, Li et son mari sont dénoncés et torturés sur les ordres de la femme de Mao, Jiang Qing, ancienne actrice. Li avait joué avec elle, et l'éclipsait à l'écran, dans des films comme Le Sang de la montagne du loup (en). Li dira plus tard à sa famille qu'elle a refusé de dénoncer quiconque. Luo, cependant, est tué.
En 1991, elle reçoit un « Prix d'honneur spécial » de l'académie de cinéma chinoise.
À la fin de sa vie, Li Lili est la dernière vedette chinoise de la période du muet encore en vie. Elle meurt d'une crise cardiaque à l'hôpital Xuanwu de Pékin le 7 août 2005 à 90 ans.

## Filmographie

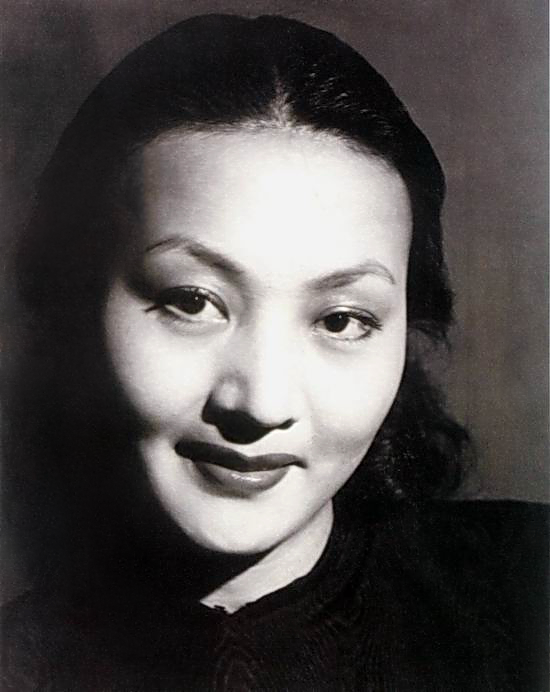

- 1926 :  Un héros caché dans la montagne Yanshan
- 1932 : Le Sang de la passion dans le volcan
- 1932 : Poème écrit sur une feuille de banane
- 1933 : Le Petit Jouet
- 1933 : L'Aube (en)
- 1934 : La Reine du sport (en)
- 1934 : La Route
- 1935 : Une femme abandonnée
- 1935 : Coutumes nationales (en)
- 1936 : Le Sang de la montagne du loup (en)
- 1936 : Retour à la nature
- 1937 : Vues d'Art 3: Classe de chant et de danse
- 1937 : Si fainéante
- 1937 : La Perle perdue
- 1937 : Symphonie de Lianhua 6: Fantôme
- 1939 : L'Île paradisiaque orpheline
- 1942 : Tempête à la frontière
- 1954 : Le Tour de la montagne Hua
- 1963 : La Crue du fleuve Fen